# Robert Moreland
Robert John Moreland (ur. 21 sierpnia 1941 w Gloucester) – brytyjski polityk i konsultant, poseł do Parlamentu Europejskiego I kadencji.

## Życiorys
Uzyskał tytuł Master of Arts z ekonomii na University of Nottingham. Kształcił się podyplomowo w Institute of World Affairs w Connecticut i na University of Warwick. Pomiędzy 1966 a 1972 pracował w kanadyjskiej służbie cywilnej w departamentach budżetowych Nowej Szkocji i Nowego Brunszwiku. Po powrocie do Wielkiej Brytanii pracował w biurze ds. planowania ekonomicznego w Szkocji, następnie od 1974 jako konsultant ds. zarządzania w Touche Ross. Działał jako wiceprezes organizacji Conservative European Forum, promującej przystąpienie Wielkiej Brytanii do Unii Europejskiej, a także w Ruchu Europejskim i innych organizacjach pozarządowych.
Został członkiem Partii Konserwatywnej. W 1979 wybrany posłem do Parlamentu Europejskiego, przystąpił do frakcji Europejscy Demokraci. Pomiędzy 1986 a 1998 zasiadał w Europejskim Komitecie Ekonomiczno-Społecznym, kierując podgrupą ds. polityki regionalnej i planowania przestrzennego. Od 1990 do 1998 zasiadał w radzie City of Westminster, a od 2001 do 2002 w radzie miejskiej Gloucester.